# Jussiê
Jussiê Ferreira Vieira (ur. 19 września 1983 w Nova Venécia) – brazylijski piłkarz występujący na pozycji pomocnika, obecnie bez klubu. Posiada także obywatelstwo francuskie.

## Kariera klubowa
Jussiê rozpoczął piłkarską karierę w małych klubach takich jak Funcab, Goyatacaz i Commercial. Pierwszym jego poważnym zespołem był Cruzeiro EC z miasta Belo Horizonte. W 2001 zadebiutował w jego barwach w lidze brazylijskiej, ale nie miał w nim miejsca w podstawowej jedenastce i przez 2 lata rozegrał zaledwie 16 spotkań. W kwietniu 2003 został wypożyczony do japońskiej Kashiwy Reysol. W J-League zdobył 5 bramek i po sezonie wrócił do Cruzeiro. W 2004 był czołowym piłkarzem drużyny, a z 12 golami na koncie jej najlepszym strzelcem.
W styczniu 2005 za 3,5 miliona euro Jussiê został sprzedany do francuskiego RC Lens. W Ligue 1 zadebiutował 19 lutego w wygranym 2:0 spotkaniu z FC Nantes. Do końca sezonu zagrał jeszcze 11 meczach i zdobył swojego premierowego gola w lidze francuskiej, w kwietniowym meczu z FC Metz (1:1). W sezonie 2005/2006 strzelił dla Lens 6 goli, będąc drugim najlepszym strzelcem zespołu po Danielu Cousinie. Wystąpił także w rozgrywkach Pucharu UEFA, a z Lens zajął 4. miejsce w Ligue 1. W sezonie 2006/2007 także był podstawowym zawodnikiem klubu i również zaliczył grę w Pucharze UEFA.
W styczniu 2007 roku Jussiê przeszedł do Girondins Bordeaux. Klub ten zapłacił za niego 6 milionów euro, a Brazylijczyk rywalizował o miejsce w składzie z Marouane Chamakhem, Jeanem-Claude'em Darchevillem oraz Fernando Cavenaghim. Zdobył tylko 2 gole, a drużyna z Bordeaux zakończyła sezon na 6. pozycji. Razem z Bordeaux brazylijski napastnik w sezonie 2008/2009 zdobył mistrzostwo Francji
| Sezon   | Klub                      | Kraj                         | Rozgrywki           | Mecze | Bramki | Rozgrywki Europy                    | Mecze | Bramki |
| ------- | ------------------------- | ---------------------------- | ------------------- | ----- | ------ | ----------------------------------- | ----- | ------ |
| 2001    | Cruzeiro EC               | Brazylia                     | Serie A             | 8     | 1      | -                                   | -     | -      |
| 2002    | Cruzeiro EC               | Brazylia                     | Serie A             | 8     | 0      | -                                   | -     | -      |
| 2003    | Cruzeiro EC               | Brazylia                     | Serie A             | 1     | 0      | -                                   | -     | -      |
| 2003    | Kashiwa Reysol (wyp.)     | Japonia                      | J-League            | 17    | 5      | -                                   | -     | -      |
| 2004    | Cruzeiro EC               | Brazylia                     | Serie A             | 41    | 12     | -                                   | -     | -      |
| 2004/05 | RC Lens                   | Francja                      | Ligue 1             | 12    | 1      | -                                   | -     | -      |
| 2005/06 | RC Lens                   | Francja                      | Ligue 1             | 35    | 6      | Liga Europy UEFA                    | 7     | 0      |
| 2006/07 | RC Lens                   | Francja                      | Ligue 1             | 21    | 6      | Liga Europy UEFA                    | 4     | 0      |
| 2006/07 | Girondins Bordeaux (wyp.) | Francja                      | Ligue 1             | 16    | 2      | Liga Europy UEFA                    | 0     | 0      |
| 2007/08 | Girondins Bordeaux        | Francja                      | Ligue 1             | 22    | 4      | Liga Europy UEFA                    | 3     | 2      |
| 2008/09 | Girondins Bordeaux        | Francja                      | Ligue 1             | 20    | 2      | Liga Mistrzów UEFA Liga Europy UEFA | 2 2   | 0 0    |
| 2009/10 | Girondins Bordeaux        | Francja                      | Ligue 1             | 30    | 4      | Liga Mistrzów UEFA                  | 7     | 1      |
| 2010/11 | Girondins Bordeaux        | Francja                      | Ligue 1             | 31    | 4      | -                                   | -     | -      |
| 2011/12 | Girondins Bordeaux        | Francja                      | Ligue 1             | 28    | 6      | -                                   | -     | -      |
| 2012/13 | Girondins Bordeaux        | Francja                      | Ligue 1             | 15    | 1      | Liga Europy UEFA                    | 6     | 4      |
| 2012/13 | Al-Wasl Dubaj             | Zjednoczone Emiraty Arabskie | UAE Football League | 12    | 1      | -                                   | -     | -      |
| 2013/14 | Girondins Bordeaux        | Francja                      | Ligue 1             | 22    | 9      | Liga Europy UEFA                    | 4     | 1      |
| 2014/15 | Girondins Bordeaux        | Francja                      | Ligue 1             | 0     | 0      | -                                   | -     | -      |

Stan na: 22 września 2014 r.